# Behuria glazioviana
Behuria glazioviana är en tvåhjärtbladig växtart som beskrevs av Célestin Alfred Cogniaux. Behuria glazioviana ingår i släktet Behuria och familjen Melastomataceae. Inga underarter finns listade i Catalogue of Life.